# Llista d'asteroides/164101-164200
| Nom      | Designació provisional | Data de descobriment   | Lloc de descobriment | Descobridor/s  |
| -------- | ---------------------- | ---------------------- | -------------------- | -------------- |
| 164101 - | 2003 WD168             | 19 de novembre de 2003 | Kitt Peak            | Spacewatch     |
| 164102 - | 2003 WY175             | 19 de novembre de 2003 | Kitt Peak            | Spacewatch     |
| 164103 - | 2003 XG5               | 1 de desembre de 2003  | Kitt Peak            | Spacewatch     |
| 164104 - | 2003 XF9               | 4 de desembre de 2003  | Socorro              | LINEAR         |
| 164105 - | 2003 XT9               | 4 de desembre de 2003  | Socorro              | LINEAR         |
| 164106 - | 2003 XQ10              | 11 de desembre de 2003 | Socorro              | LINEAR         |
| 164107 - | 2003 XU11              | 13 de desembre de 2003 | Socorro              | LINEAR         |
| 164108 - | 2003 XW11              | 13 de desembre de 2003 | Palomar              | NEAT           |
| 164109 - | 2003 XF13              | 14 de desembre de 2003 | Kitt Peak            | Spacewatch     |
| 164110 - | 2003 XM16              | 14 de desembre de 2003 | Palomar              | NEAT           |
| 164111 - | 2003 XQ17              | 15 de desembre de 2003 | Kitt Peak            | Spacewatch     |
| 164112 - | 2003 XJ19              | 14 de desembre de 2003 | Kitt Peak            | Spacewatch     |
| 164113 - | 2003 XT21              | 15 de desembre de 2003 | Socorro              | LINEAR         |
| 164114 - | 2003 XR27              | 1 de desembre de 2003  | Socorro              | LINEAR         |
| 164115 - | 2003 XC33              | 1 de desembre de 2003  | Kitt Peak            | Spacewatch     |
| 164116 - | 2003 XP33              | 1 de desembre de 2003  | Kitt Peak            | Spacewatch     |
| 164117 - | 2003 XL36              | 3 de desembre de 2003  | Socorro              | LINEAR         |
| 164118 - | 2003 XY37              | 4 de desembre de 2003  | Socorro              | LINEAR         |
| 164119 - | 2003 XF40              | 14 de desembre de 2003 | Kitt Peak            | Spacewatch     |
| 164120 - | 2003 YK                | 17 de desembre de 2003 | Socorro              | LINEAR         |
| 164121 - | 2003 YT1               | 18 de desembre de 2003 | Catalina             | CSS            |
| 164122 - | 2003 YY3               | 16 de desembre de 2003 | Catalina             | CSS            |
| 164123 - | 2003 YG5               | 16 de desembre de 2003 | Catalina             | CSS            |
| 164124 - | 2003 YD10              | 17 de desembre de 2003 | Socorro              | LINEAR         |
| 164125 - | 2003 YZ10              | 17 de desembre de 2003 | Socorro              | LINEAR         |
| 164126 - | 2003 YV13              | 17 de desembre de 2003 | Catalina             | CSS            |
| 164127 - | 2003 YO14              | 17 de desembre de 2003 | Socorro              | LINEAR         |
| 164128 - | 2003 YM16              | 17 de desembre de 2003 | Anderson Mesa        | LONEOS         |
| 164129 - | 2003 YB21              | 17 de desembre de 2003 | Kitt Peak            | Spacewatch     |
| 164130 - | 2003 YY21              | 18 de desembre de 2003 | Uccle                | Uccle          |
| 164131 - | 2003 YL43              | 19 de desembre de 2003 | Socorro              | LINEAR         |
| 164132 - | 2003 YU45              | 17 de desembre de 2003 | Socorro              | LINEAR         |
| 164133 - | 2003 YS48              | 18 de desembre de 2003 | Socorro              | LINEAR         |
| 164134 - | 2003 YY48              | 18 de desembre de 2003 | Socorro              | LINEAR         |
| 164135 - | 2003 YU58              | 19 de desembre de 2003 | Socorro              | LINEAR         |
| 164136 - | 2003 YY69              | 21 de desembre de 2003 | Socorro              | LINEAR         |
| 164137 - | 2003 YS78              | 18 de desembre de 2003 | Socorro              | LINEAR         |
| 164138 - | 2003 YE81              | 18 de desembre de 2003 | Socorro              | LINEAR         |
| 164139 - | 2003 YC84              | 19 de desembre de 2003 | Socorro              | LINEAR         |
| 164140 - | 2003 YM85              | 19 de desembre de 2003 | Socorro              | LINEAR         |
| 164141 - | 2003 YP87              | 19 de desembre de 2003 | Socorro              | LINEAR         |
| 164142 - | 2003 YB91              | 20 de desembre de 2003 | Socorro              | LINEAR         |
| 164143 - | 2003 YG91              | 20 de desembre de 2003 | Socorro              | LINEAR         |
| 164144 - | 2003 YF96              | 19 de desembre de 2003 | Socorro              | LINEAR         |
| 164145 - | 2003 YG104             | 21 de desembre de 2003 | Socorro              | LINEAR         |
| 164146 - | 2003 YQ106             | 22 de desembre de 2003 | Socorro              | LINEAR         |
| 164147 - | 2003 YR108             | 22 de desembre de 2003 | Palomar              | NEAT           |
| 164148 - | 2003 YZ110             | 22 de desembre de 2003 | Kitt Peak            | Spacewatch     |
| 164149 - | 2003 YL114             | 25 de desembre de 2003 | Haleakala            | NEAT           |
| 164150 - | 2003 YF119             | 27 de desembre de 2003 | Socorro              | LINEAR         |
| 164151 - | 2003 YM125             | 27 de desembre de 2003 | Socorro              | LINEAR         |
| 164152 - | 2003 YP126             | 27 de desembre de 2003 | Socorro              | LINEAR         |
| 164153 - | 2003 YS128             | 27 de desembre de 2003 | Socorro              | LINEAR         |
| 164154 - | 2003 YE129             | 27 de desembre de 2003 | Socorro              | LINEAR         |
| 164155 - | 2003 YS133             | 28 de desembre de 2003 | Socorro              | LINEAR         |
| 164156 - | 2003 YD142             | 28 de desembre de 2003 | Socorro              | LINEAR         |
| 164157 - | 2003 YY142             | 28 de desembre de 2003 | Socorro              | LINEAR         |
| 164158 - | 2003 YE144             | 28 de desembre de 2003 | Socorro              | LINEAR         |
| 164159 - | 2003 YY151             | 29 de desembre de 2003 | Socorro              | LINEAR         |
| 164160 - | 2003 YL153             | 29 de desembre de 2003 | Socorro              | LINEAR         |
| 164161 - | 2003 YW154             | 30 de desembre de 2003 | Socorro              | LINEAR         |
| 164162 - | 2003 YY154             | 30 de desembre de 2003 | Socorro              | LINEAR         |
| 164163 - | 2003 YS155             | 26 de desembre de 2003 | Haleakala            | NEAT           |
| 164164 - | 2003 YK166             | 17 de desembre de 2003 | Kitt Peak            | Spacewatch     |
| 164165 - | 2004 AC4               | 13 de gener de 2004    | Anderson Mesa        | LONEOS         |
| 164166 - | 2004 AQ5               | 13 de gener de 2004    | Anderson Mesa        | LONEOS         |
| 164167 - | 2004 AJ7               | 13 de gener de 2004    | Palomar              | NEAT           |
| 164168 - | 2004 AP8               | 14 de gener de 2004    | Palomar              | NEAT           |
| 164169 - | 2004 AK25              | 12 de gener de 2004    | Palomar              | NEAT           |
| 164170 - | 2004 AS25              | 12 de gener de 2004    | Palomar              | NEAT           |
| 164171 - | 2004 AP26              | 13 de gener de 2004    | Anderson Mesa        | LONEOS         |
| 164172 - | 2004 BY5               | 16 de gener de 2004    | Kitt Peak            | Spacewatch     |
| 164173 - | 2004 BM10              | 17 de gener de 2004    | Kitt Peak            | Spacewatch     |
| 164174 - | 2004 BM17              | 18 de gener de 2004    | Kitt Peak            | Spacewatch     |
| 164175 - | 2004 BO37              | 19 de gener de 2004    | Kitt Peak            | Spacewatch     |
| 164176 - | 2004 BE46              | 21 de gener de 2004    | Socorro              | LINEAR         |
| 164177 - | 2004 BM46              | 21 de gener de 2004    | Socorro              | LINEAR         |
| 164178 - | 2004 BP48              | 21 de gener de 2004    | Socorro              | LINEAR         |
| 164179 - | 2004 BA49              | 21 de gener de 2004    | Socorro              | LINEAR         |
| 164180 - | 2004 BD52              | 21 de gener de 2004    | Socorro              | LINEAR         |
| 164181 - | 2004 BJ52              | 21 de gener de 2004    | Socorro              | LINEAR         |
| 164182 - | 2004 BM52              | 21 de gener de 2004    | Socorro              | LINEAR         |
| 164183 - | 2004 BG59              | 23 de gener de 2004    | Socorro              | LINEAR         |
| 164184 - | 2004 BF68              | 27 de gener de 2004    | Socorro              | LINEAR         |
| 164185 - | 2004 BD69              | 20 de gener de 2004    | Kingsnake            | J. V. McClusky |
| 164186 - | 2004 BP70              | 22 de gener de 2004    | Socorro              | LINEAR         |
| 164187 - | 2004 BR70              | 22 de gener de 2004    | Socorro              | LINEAR         |
| 164188 - | 2004 BB74              | 24 de gener de 2004    | Socorro              | LINEAR         |
| 164189 - | 2004 BQ76              | 25 de gener de 2004    | Haleakala            | NEAT           |
| 164190 - | 2004 BD80              | 24 de gener de 2004    | Socorro              | LINEAR         |
| 164191 - | 2004 BD94              | 28 de gener de 2004    | Haleakala            | NEAT           |
| 164192 - | 2004 BP105             | 25 de gener de 2004    | Haleakala            | NEAT           |
| 164193 - | 2004 BM146             | 22 de gener de 2004    | Socorro              | LINEAR         |
| 164194 - | 2004 BM151             | 18 de gener de 2004    | Palomar              | NEAT           |
| 164195 - | 2004 CT13              | 11 de febrer de 2004   | Palomar              | NEAT           |
| 164196 - | 2004 CF52              | 14 de febrer de 2004   | Socorro              | LINEAR         |
| 164197 - | 2004 CQ68              | 11 de febrer de 2004   | Palomar              | NEAT           |
| 164198 - | 2004 CN74              | 11 de febrer de 2004   | Palomar              | NEAT           |
| 164199 - | 2004 CP80              | 11 de febrer de 2004   | Palomar              | NEAT           |
| 164200 - | 2004 DK29              | 17 de febrer de 2004   | Kitt Peak            | Spacewatch     |